# Скала на Омори
Ска̀ла на Омори е сеизмична ска̀ла. Създадена е от японския сеизмолог Фусакичи Омори. Описва поведението при земетресение на характерните японски сгради. Широко се използва в Япония.
Трябва да се отбележи, че I степен от нея отговаря на VI степен от Ска̀лата на Меркали-Канкани-Зиберг.
| Степен | Макс. ускорение (mm/s²) | Описание |
| ------ | ----------------------- | --- |
| I      | 300                     | Сътресението е доста силно, хората напускат сградите. Стените на нестандартнопостроените тухлени сгради се напукват леко, паркета се нагъва леко. Някои дървени сгради се люлеят и скърцат силно. Водата в езерата и малките водни басейни помътнява, поради движението на тинята. Спират часовниците с махало. На някои, злепостроени сгради се повреждат комините. |
| II     | 900                     | Стените на японските дървени къщи скърцат. Старите дървени сгради леко се накланят. Надгробните камъни в японските гробища и традиционните фенери се преобръщат. В изолирани случаи се променя оттока на минералните извори. Фабричните комини не се разрушават. |
| III    | 1200                    | Около 1/4 от фабричните комини падат. Злепостроените тухлени сгради частично или напълно са разрушени. Някои стари дървени къщи са разрушени. Дървените мостове са леко повредени. Традиционните врати на японските къщи са повредени. Керемидите на дървените къщи са разместени. Някои камъни в планините се разместват. Дървените мостове са повредени. |
| IV     | 2000                    | Всички фабрични комини са разрушени. Голяма част от тухлените сгради са частично разрушени. Повечето дървени къщи са напълно разрушени. По земната повърхност се появяват пукнатини (5 – 7,5 cm). Речните и морските диги са леко повредени. |
| V      | 2500                    | Всички тухлени сгради са сериозно разрушени. Повечето дървени сгради са разрушени. Някои будистки храмове са разрушени. Речните и морските диги са силно разрушени. Жп линиите са леко изкривени. Повечето надгробни камъни в японските гробища са паднали. По земната повърхност се появяват пукнатини (30 – 60 cm). Водата в езерата и реките излиза от коритото. Появяват се свлачища. |
| VI     | 4000                    | Голяма част от будистките храмове е разрушена. 90 % от дървените къщи са напълно разрушени. Речните и морските диги са напълно разрушени. Пътищата край оризовите полета в голямата си част са разрушени и прекъснати от пукнатини и не могат да се използват за придвижване. Жп линиите са доста изкривени. Дървените мостове са силно или напълно разрушени. По земната повърхност се появяват големи пукнатини, на някои места извира вода или пясък. Металните цистерни монтирани на земята в по-голямата си част са разрушени. Поради нагъването на земните пластове дърветата и други растения са унищожени. Голям брой свлачища. |
| VII    | > 4000                  | Почти всички, с изключение на малък брой дървени, сгради са напълно унищожени. Огромен брой свлачища. |